# Aleja dębowo-jesionowa przy ul. Jastrowskiej w Poznaniu
Aleja dębowo-jesionowa przy ul. Jastrowskiej – pomnik przyrody, zabytkowa aleja dębowo-jesionowa, rosnąca wzdłuż ul. Jastrowskiej, na Strzeszynie w Poznaniu. Za pomnik przyrody uznana w 1986.
Aleja zlokalizowana jest w północnej części miasta, w ciągu ul. Jastrowskiej, pomiędzy ulicami Wałecką na północy i Grajewską na południu. Rośnie przy niej łącznie 49 zabytkowych drzew: 34 dęby szypułkowe i 15 jesionów wyniosłych. Drzewa skupione są przy środkowej i północnej części ulicy (właściwie drogi polnej, w południowej części wybrukowanej), w dwóch rzędach. Jesiony są młodsze od rosnących tutaj dębów, co nasuwa przypuszczenie, że początkowo była to aleja czysto dębowa. Umarłe drzewa stopniowo zastąpiono jesionami. Drzewa posadzono około lat 1880-1900. Największe dęby mają 18–21 metrów wysokości i obwód rzędu 320–388 cm. Największe jesiony mają 18 metrów wysokości i niecałe 250 cm obwodu. Najbardziej okazałe z nich rosną od strony ul. Wałeckiej. Nie są to drzewa stosunkowo wysokie, co wiąże się ze wzrostem na terenie otwartym, narażonym na silne wiatry. Nie wszystkie drzewa są w dobrym stanie – część z nich jest częściowo uschnięta, mają ubytki lub ślady po uderzeniach piorunów. Dębom i jesionom, zarówno przy ul. Jastrowskiej, jak i Wałeckiej, towarzyszą stare drzewa owocowe – czereśnie przy ul. Wałeckiej, a jabłonie przy ul. Jastrowskiej, jako kontynuacja alei. W pobliżu znajdują się też trzy niewielkie, śródpolne oczka wodne. Aleja nie jest oznaczona żadnymi tablicami informacyjnymi ani plakietkami.